# Euphorbia rimarum
Euphorbia rimarum är en törelväxtart som beskrevs av Ernest Saint-Charles Cosson och Benedict Balansa. Euphorbia rimarum ingår i släktet törlar, och familjen törelväxter. Inga underarter finns listade i Catalogue of Life.